# 8 января
8 января — 8-й день года  по григорианскому календарю.
До конца года остаётся 357 дней (358 дней в високосные годы).
До 15 октября 1582 года — 8 января по юлианскому календарю, с 15 октября 1582 года — 8 января по григорианскому календарю.
В XX и XXI веках соответствует 26 декабря по юлианскому календарю.

## Праздники и памятные дни
См. также: Категория:Праздники 8 января

### Национальные
- Греция — Гинайкратия.

### Религиозные

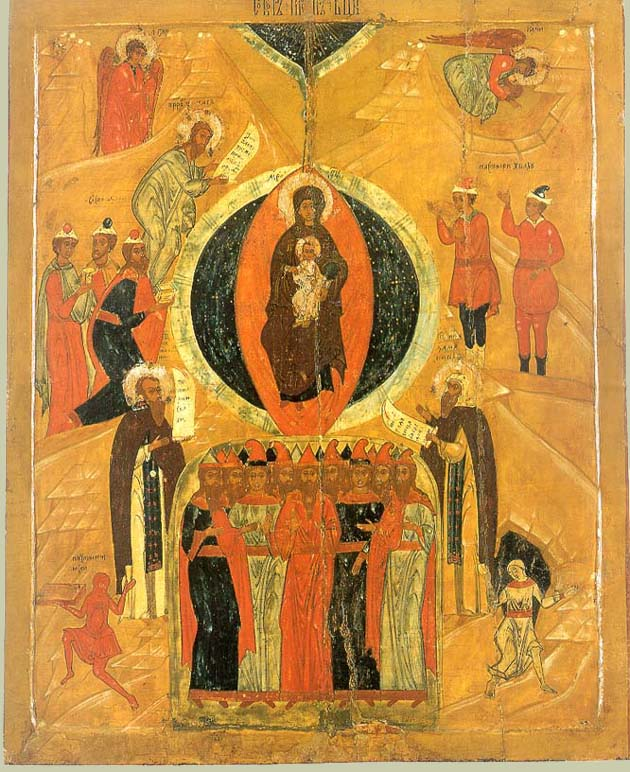
Собор Пресвятой Богородицы

#### Католицизм
- Память Або Тбилисского;
- память святой Гудулы;
- память отшельницы Пеги Мерсийской;
- память святого Северина Норикского;
- память монаха Торфинна Хамарского;
- память Лукиана из Бове[англ.];
- память Аполлинария Клавдия.

#### Православие[2][3]
- Собор Пресвятой Богородицы;
- Попразднство Рождества Христова;
- память праведных Иосифа Обручника, Давида царя и Иакова, брата Господня;
- память преподобного Никодима Тисманского (1406);
- память преподобномученика Исаакия II (Бобракова), архимандрита Оптинского (1938);
- память священномучеников Александра Волкова и Димитрия Чистосердова, пресвитеров (1918);
- память священномученика Евфимия, епископа Сардийского (ок. 840);
- память священномученика Николая Тарбеева, Михаила Чельцова, Николая Залесского, пресвитеров и Михаила Смирнова, диакона (1931);
- память преподобного Константина Синадского (Фригийского) (VIII век)[4];
- память преподобного Евареста Студита (825)[5];
- память священномучеников Леонида (Антощенко), епископа Марийского, Александра Крылова и Григория Сербаринова, пресвитеров, преподобномученика Василия (Мазуренко), преподобномучениц Анфисы (Сысоевой), Макарии (Сапрыкиной), Августы (Защук) и Марии Лактионовой, мученицы Агриппины Лесиной (1938);
- празднование в честь икон Божией Матери: Виленской-Остробрамской; именуемых «Трёх Радостей»; «Милостивая»; Барловской «Блаженное Чрево» (1392).

### Именины
- Католические: Або, Аполлинарий, Гудула, Лукиан, Пега, Северин, Торфинн.
- Православные: Або, Августа, Агриппина, Александр, Анфиса, Василий, Григорий, Дмитрий, Еварест, Евфимий/Ефим, Исаакий, Константин, Констанций, Леонид, Макария, Мария, Михаил, Никодим, Николай.

## События
См. также: Категория:События 8 января

### До XX века
- 1297 — Монако получило независимость от Генуи.
- 1780 — состоялось морское сражение у мыса Финистерре.
- 1851 — французский физик Жан Бернар Леон Фуко доказал, что Земля вращается вокруг своей оси.
- 1861 — в Российской империи вышел первый номер журнала «Вокруг света».

### XX век
- 1912 — основан Африканский национальный конгресс.
- 1918 — президент США Вудро Вильсон представил Конгрессу «14 пунктов» — проект мирного договора по окончании Первой мировой войны.
- 1942 — Великая Отечественная война: началась Ржевско-Вяземская наступательная операция.
- 1945 — катастрофа Martin M-130 в Порт-оф-Спейне. Погибших 23 человека.
- 1957 — Бобби Фишер в возрасте 14 лет стал чемпионом США по шахматам.
- 1959 — Шарль де Голль становится президентом Французской Республики.
- 1961 — французы на референдуме проголосовали за предоставление Алжиру независимости.
- 1973 — стартовала АМС Луна-21 с Луноходом-2.
- 1977 — в столице СССР Москве осуществлена серия террористических актов.
- 1978 — начало Исламской революции в Иране.
- 1988 — Афганская война: завершился бой девятой роты 345-го гвардейского парашютно-десантного полка у высоты 3234.
- 1989 — катастрофа Boeing 737 в Кегворте, погибли 47 человек.
- 1994 — с космодрома Байконур осуществлён запуск российского пилотируемого космического корабля Союз ТМ-18.
- 1995 — на канале НТВ вышел первый выпуск программы командной телеигры «Сто к одному».
- 1996 — катастрофа Ан-32 в Киншасе, погибли 298 человек.

### XXI век
- 2003
  - Катастрофа Avro RJ100 в Диярбакыре. Погибли 75 человек.
  - Катастрофа Beechcraft 1900 в Шарлотте. Погиб 21 человек.
- 2004 — спущен на воду морской лайнер Queen Mary 2, на тот момент самое большое пассажирское судно в мире.
- 2010 — в столице Сальвадора, после почти полувекового перерыва, открылось посольство Кубы[6].
- 2011 — в городе Тусон (США) совершено покушение на Габриэль Гиффордс. Погибли 6, ранены 14 человек.
- 2016 — катастрофа CRJ-200 близ Аккаяуре, погибли 2 человека.
- 2020 — катастрофа Boeing 737 под Тегераном, погибли 176 человек.

## Родились
См. также: Категория:Родившиеся 8 января

### До XIX века
- 1587 — Йоханнес Фабрициус (ум. 1615), саксонский астроном.
- 1638 — Элизабетта Сирани (ум. 1665), итальянская художница болонской школы.
- 1680 — Себастьяно Конка (ум. 1764), итальянский художник эпохи позднего барокко.
- 1720 — Джеймс Харгривс (ум. 1778), английский изобретатель прядильной машины.
- 1797 — Джеймс Белл (ум. 1858), британский разведчик, участник Кавказской войны на стороне горцев.

### XIX век
- 1810 — Евгений Корш (ум. 1897), российский журналист, издатель, переводчик.
- 1812 — Сигизмунд Тальберг (ум. 1871), австрийский композитор и пианист-виртуоз.
- 1821 — Джеймс Лонгстрит (ум. 1904), генерал армии Конфедерации во время Гражданской войны в Америке.
- 1823 — Альфред Уоллес (ум. 1913), британский натуралист, путешественник, географ, биолог и антрополог.
- 1824 — Уилки Коллинз (ум. 1889), английский писатель-романист, драматург.
- 1830 — Ханс фон Бюлов (ум. 1894), немецкий дирижёр, пианист, педагог, композитор.
- 1847 — Яков Наркевич-Иодко (ум. 1905), белорусский врач и учёный-естествоиспытатель, изобретатель электрографии.
- 1849 — Степан Макаров (погиб в 1904), российский флотоводец, океанограф, кораблестроитель.
- 1870 — Мигель Примо де Ривера (ум. 1930), испанский военный и политический деятель, в 1923—1930 годы — диктатор, председатель правительства при короле Альфонсо XIII.
- 1872 — Николай Панин-Коломенкин (ум. 1956), спортсмен, тренер, первый олимпийский чемпион в истории России (1908).
- 1883 — Павел Филонов (ум. 1941), русский советский художник.
- 1885 — Виктор Пепеляев (ум. 1920), депутат Государственной Думы, премьер-министр в правительстве Колчака, областник.
- 1886 — Степан Шкурат (ум. 1973), актёр театра и кино, народный артист Украинской ССР.
- 1888 — Гнат Юра (ум. 1966), украинский советский театральный режиссёр, актёр театра и кино, народный артист СССР.
- 1891 — Соломон Лурье (ум. 1964), советский филолог-эллинист, историк античности и науки.
- 1892 — Поль Вайян-Кутюрье (ум. 1937), французский писатель, деятель коммунистического движения.
- 1894 — Максимилиан Кольбе (убит в 1941), польский священник-францисканец, святой мученик.
- 1895 — Александр Минц (ум. 1974), советский радиофизик, инженер, академик, организатор науки.
- 1896 — Константин Юдин (ум. 1957), советский кинорежиссёр.
- 1900 — Серж Поляков (ум. 1969), французский живописец-абстракционист российского происхождения.

### XX век
- 1902 — Георгий Маленков (ум. 1988), советский государственный и партийный деятель.
- 1908 — Уильям Хартнелл (ум. 1975), английский актёр, известен ролью Первого Доктора в телесериале «Доктор Кто».
- 1910 — Галина Уланова (ум. 1998), артистка балета, балетмейстер, педагог, народная артистка СССР.
- 1913
  - Ярослав Смеляков (ум. 1972), русский советский поэт, переводчик, литературный критик.
  - Василий Соков (погиб в 1944), советский шашист и шахматист, теоретик русских шашек.
- 1922 — Анатолий Аграновский (ум. 1984), советский журналист, публицист, писатель, певец, кинодраматург.
- 1929 — Лев Эрнст (ум. 2012), советский биолог, академик ВАСХНИЛ.
- 1935 — Элвис Пресли (ум. 1977), американский певец и актёр, лауреат премии «Грэмми», «король рок-н-ролла».
- 1937 — Ширли Бэсси, британская эстрадная певица.
- 1938 — Евгений Нестеренко (ум. 2021), оперный певец (бас), педагог, народный артист СССР.
- 1939 — Каролина Эррера, венесуэльско-американский дизайнер, модельер и предприниматель.
- 1941
  - Борис Вальехо, американский художник.
  - Грэм Чэпмен (ум. 1989), британский актёр, сценарист, продюсер, композитор, участник комик-группы «Монти Пайтон».
- 1942
  - Вячеслав Зудов (ум. 2024), лётчик-космонавт СССР. Герой Советского Союза (1976).
  - Дзюнъитиро Коидзуми, японский политик, премьер-министр Японии (2001—2006).
  - Стивен Уильям Хокинг (ум. 2018), британский физик-теоретик, космолог, популяризатор науки.
- 1946
  - Арнис Лицитис (ум. 2022), советский и латвийский актёр театра и кино.
  - Робби Кригер, американский гитарист и автор песен, участник рок-группы «The Doors».
- 1947
  - Дэвид Боуи (наст. имя Дэвид Роберт Джонс; ум. 2016), британский рок-певец, автор песен, продюсер, художник, актёр.
  - Марина Неёлова, советская и российская актриса, народная артистка РСФСР.
- 1954 — Владимир Осокин, советский велогонщик, олимпийский чемпион (1980).
- 1957 — Сесар Рибас, уругвайский футболист и футбольный тренер.
- 1960 — Пол Макдоналд, новозеландский гребец на байдарках, трёхкратный олимпийский чемпион
- 1963 — Леонид Фёдоров, российский гитарист, композитор, продюсер, лидер рок-группы «АукцЫон».
- 1967 — Ар Келли (наст. имя Роберт Сильвестр Келли), американский певец, поэт-песенник и продюсер, лауреат трёх «Грэмми».
- 1972 — Джузеппе Фавалли, итальянский футболист.
- 1973 — Ирина Славина, российский журналист.
- 1975 — Елена Грушина, украинская фигуристка, бронзовый призёр чемпионата мира (2005) и Олимпийских игр (2006).
- 1976 — Вадим Евсеев, российский футболист.
- 1979 — Сара Полли, канадская актриса кино и телевидения, кинорежиссёр и сценарист.
- 1980
  - Рэйчел Николс, американская актриса кино и телевидения, модель.
  - Сэм Райли, английский киноактёр и певец.
- 1981 — Лорен Хьюитт, австралийская актриса кино и телевидения.
- 1984 — Ким Чен Ын[7], руководитель КНДР (с 2011).
- 1986
  - Пэн Шуай, китайская теннисистка, бывшая первая ракетка мира в парном разряде.
  - Давид Сильва, испанский футболист, чемпион мира (2010).
- 1987 — Роман Волков, белорусский футболист.
- 1990 — Сюй Синь, китайский игрок в настольный теннис, двукратный олимпийский чемпион.
- 1991 — Закари Донохью, американский фигурист, выступавший в танцах на льду, олимпийский чемпион в командном соревновании (2022), бронзовый призёр Олимпийских игр (2022), чемпион мира в составе команды США (2019), чемпион четырёх континентов (2014), многократный чемпион США.
- 1999
  - Дамиано Давид, итальянский вокалист и автор песен, участник итальянской рок-группы «Måneskin».
  - Макс Комтуа, канадский хоккеист.

### XXI век
- 2011
  - Винсент, наследник датского престола, сын принца Фредерика и его супруги Мэри.
  - Йозефина, наследница датского престола, дочь Фредерика и Мэри, сестра Винсента.

## Скончались
См. также: Категория:Умершие 8 января

### До XIX века
- 1324 — Марко Поло (р. 1254), итальянский путешественник и писатель.
- 1337 — Джотто ди Бондоне (р. 1267), итальянский художник и архитектор.
- 1642 — Галилео Галилей (р. 1564), итальянский физик и астроном.
- 1704 — Лоренцо Беллини (р. 1643), итальянский анатом, физиолог, поэт.
- 1713 — Арканджело Корелли (р. 1653), итальянский скрипач и композитор.
- 1775 — Джон Баскервилл (р. 1706), английский типограф и издатель, создатель шрифтов.
- 1789 — Джек Бротон (р. 1704), английский боксёр, изобретатель боксёрских перчаток, составитель первых правил бокса.

### XIX век
- 1847 — Николай Языков (р. 1803), русский поэт.
- 1878 — Николай Некрасов (р. 1821), поэт, писатель, публицист, классик русской литературы.
- 1880 — Джошуа Абрахам Нортон (р. 1819), житель США, провозгласивший себя Императором США и протектором Мексики.
- 1892 — Николай Ильминский (р. 1822), педагог-миссионер, востоковед, автор ряда учебников.
- 1896 — Поль Верлен (р. 1844), французский поэт.

### XX век
- 1916 — Лев Голицын (р. 1845), русский князь, основатель винодельческих центров в Массандре и Абрау-Дюрсо.
- 1921 — Леонид Позен (р. 1849), российский скульптор-передвижник и политический деятель.
- 1934 — Андрей Белый (наст. имя Борис Бугаев; р. 1880), русский писатель, поэт, критик, стиховед, символист.
- 1941 — Роберт Баден-Пауэлл (р. 1857), британский военачальник, основатель скаутского движения.
- 1945 — Карл Эрнст Крафт (р. 1900), швейцарский и немецкий астролог, работавший на РСХА.
- 1948
  - Рихард Таубер (р. 1891), австрийский оперный певец, артист оперетты.
  - Курт Швиттерс (р. 1887), немецкий художник и писатель-модернист.
- 1965 — Борис Барнет (р. 1902), кинорежиссёр, актёр, сценарист, заслуженный артист РСФСР.
- 1967
  - Николай Охлопков (р. 1900), актёр театра и кино, режиссёр и педагог, народный артист СССР.
  - погиб Збигнев Цибульский (р. 1927), польский актёр театра и кино, национальный герой Польши.
- 1975 — Юрий Бажанов (р. 1905), советский военачальник, маршал артиллерии.
- 1976 — Пьер Жан Жув (р. 1887), французский поэт, прозаик, эссеист, переводчик.
- 1980 — Джон Уильям Моучли (р. 1907), американский инженер, один из создателей первого в мире компьютера.
- 1988 — Николай Сергеев (р. 1894), актёр театра и кино, народный артист РСФСР.
- 1990 — Терри-Томас (наст. имя Томас Терри Ор-Стивенс; р. 1911), британский актёр-комик.
- 1992 — Зоя Воскресенская (р. 1907), русская советская писательница.
- 1995
  - Велта Вилциня (р. 1928), латышская балерина, педагог, народная артистка СССР.
  - погиб Карлос Монсон (р. 1942), аргентинский профессиональный боксёр, чемпион мира в среднем весе.
- 1996 — Франсуа Миттеран (р. 1916), французский политик, президент Франции (1981—1995).
- 1997 — Мелвин Кальвин (р. 1911), американский биохимик, лауреат Нобелевской премии (1961).
- 1999
  - Вера Ивлева (р. 1943), советская и российская актриса театра и кино.
  - Люсьена Овчинникова (р. 1931), актриса театра и кино, заслуженная артистка РСФСР.

### XXI век
- 2002
  - Владимир Корнилов (р. 1928), советский и российский поэт, писатель, литературный критик.
  - Александр Прохоров (р. 1916), советский и российский физик, академик, лауреат Нобелевской премии (1964), главный редактор последнего издания БСЭ.
- 2010 — Алексей Полуян (р. 1965), советский и российский актёр театра и кино.
- 2012 — Светлана Харитонова (р. 1932), советская актриса театра и кино.
- 2016 — Витаутас Насвитис (р. 1928), литовский архитектор.
- 2017 — Николай Гедда (наст. фамилия Устинов; р. 1925), шведский оперный певец (лирический тенор).
- 2021 — Эд Брюс (р. 1939), американский кантри-музыкант, композитор и актёр.

## Народный календарь, приметы и фольклор Руси
- Бабьи каши.
- Самое время красным девицам колядовать.
- Бабьи каши — праздник повитух и рожениц: «В праздник каш всяк с ложкой ходит — полный черпак семью не разгонит».
- Вечером ходили к повивальной бабке и приносили ей водку, пироги и прочую снедь, угощали её и угощались сами.
- В этот же день принято обращаться с молитвой к пророку Давиду, чтобы защитил в дороге от лютых зверей, разбойников и прочих напастей[8].
- В этот день столярничали и играли на народных музыкальных инструментах.
- Коли день ясный, будет хороший урожай проса, а если пасмурный, недород его.
- Каша в печи румянится — к снегу.
- Коли синица с утра пищит — быть морозу ночью.
- Если галки и вороны устроили непрекращающийся гвалт — быть снегопаду или метели[9].